# Los Barrios
Los Barrios é um município da Espanha, na província de Cádis, comunidade autónoma da Andaluzia. Tem 331,33 km² de área e em 2021 tinha 23 983 habitantes (densidade: 72,4 hab./km²). Pertence à comarca de Campo de Gibraltar, e limita com os municípios de Alcalá de los Gazules, Algeciras, Tarifa, Medina-Sidonia, Castellar de la Frontera e São Roque.